# Kirche des Heiligen Erzengels Michael (Synkawitschy)

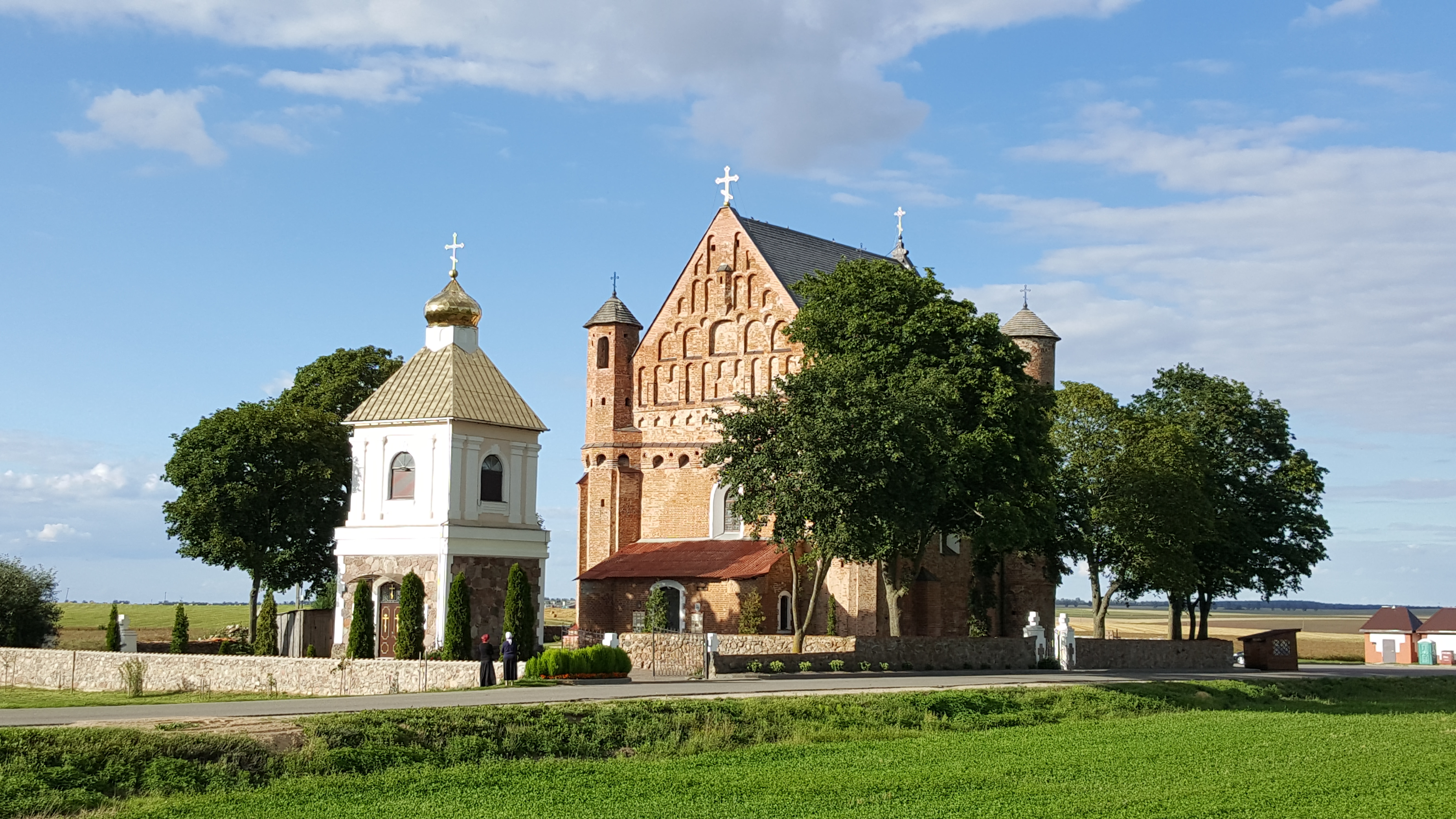
Die Wehrkirche in Synkawitschy

Die Kirche des Heiligen Erzengels Michael (belarussisch Царква Святога Архангела Міхаіла; russisch Церковь Святого Архангела Михаила) ist eine russisch-orthodoxe Kirche in Belarus, die vermutlich im 16. Jahrhundert als Wehrkirche errichtet wurde. Die Kirche ist damit einer der ältesten gotischen Bauten in Belarus und steht mit anderen Wehrkirchen auf der Tentativliste zum Weltkulturerbe.

## Lage
Das Kirchengebäude liegt etwas außerhalb des kleinen Dorfes Synkawitschy (belarussisch Сынкавічы, russisch Сынковичи) an der Ostgrenze des Rajon Selwa in der Hrodsenskaja Woblasz.

## Bauwerk
Der Grundriss des aus Mauerziegeln errichteten Bauwerkes ist nur annähernd rechteckig. Die Außenmauern stehen nicht im exakten rechten Winkel aufeinander und die südliche Außenmauer ist etwas länger als die nördliche. Dies führt dazu, dass die drei Apsiden, welche die Kirche nach Osten abschließen, von West nach Ost gesehen nach links von der Fluchtachse abweichen. Diese Unregelmäßigkeiten werden darauf zurückgeführt, dass das Bauwerk von lokalen Baumeistern errichtet wurde, die nur über einfache und nicht sehr präzise Mittel zur Vermessung verfügten. An den vier Ecken des Gebäudes befinden sich Wehrtürme, die niedriger als das eigentliche Kirchengebäude sind. Die beiden östlichen Türme sind zylinderförmig, die westlichen haben einen achteckigen Grundriss. Zahlreiche Schießscharten zeugen von der ursprünglichen Verteidigungsfunktion des Gebäudes. Die Außenmauern sind bis zu 1,5 Metern dick.

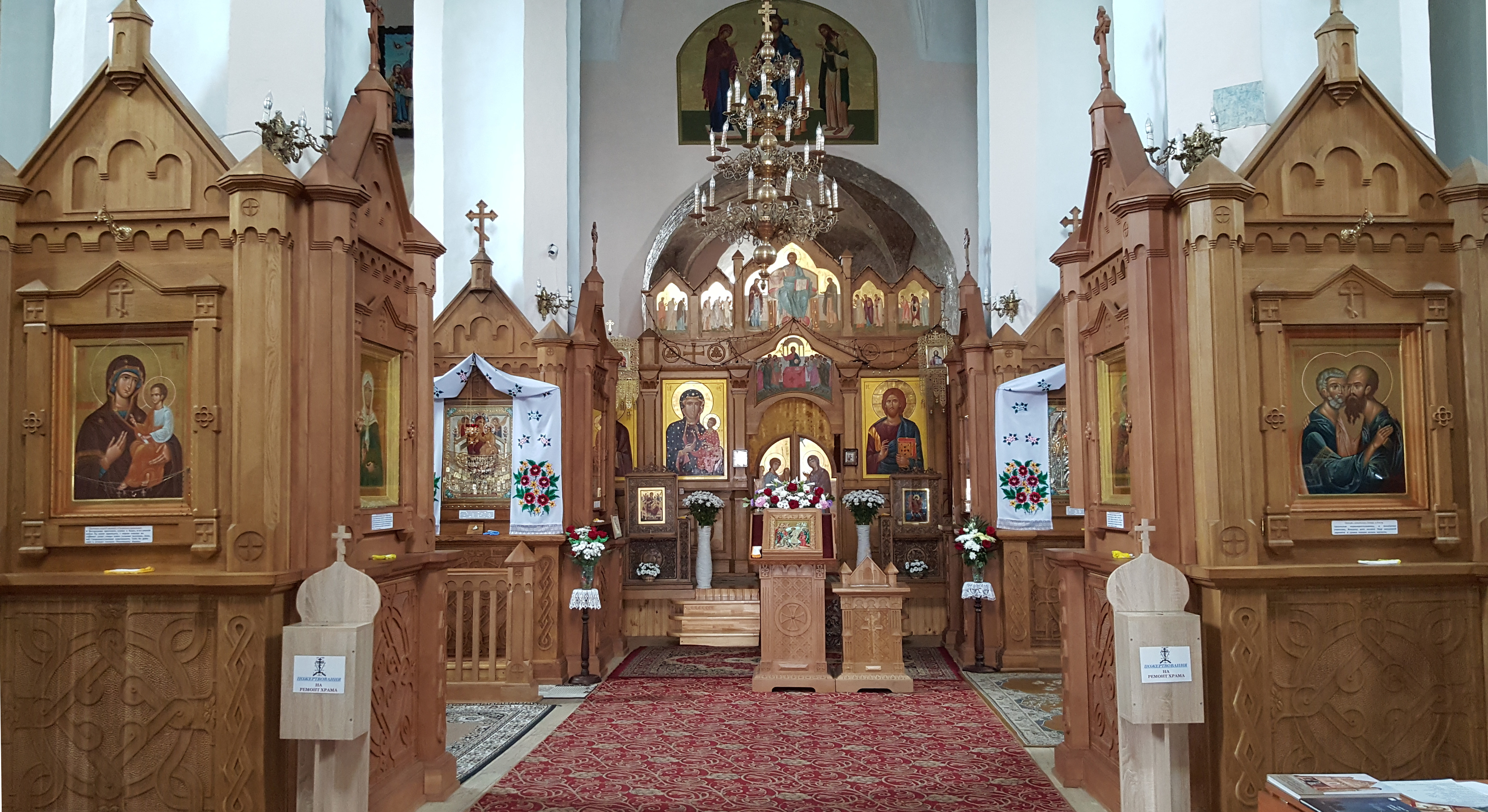
Innenraum

Im Innern ist die Kirche als dreischiffige Hallenkirche ausgeführt. Die neun Kreuzgewölbe werden von den Außenmauern und vier Säulen getragen. Oberhalb des Kirchenraumes unter dem Dach befindet sich nochmals ein Raum von nahezu gleicher Höhe, der für Verteidigungszwecke genutzt wurde.

## Baugeschichte
Aufgrund seiner architektonischen Merkmale wird die Entstehung des Bauwerkes auf den Anfang des 16. Jahrhunderts datiert. Im Unterschied zu anderen gleich alten Bauten hat die Kirche ihr Aussehen seit ihrer Fertigstellung kaum verändert. Inschriften im Innern der Kirche, die bis auf das 12. Jahrhundert zurückgehen, weisen darauf hin, dass die Mauern eines Vorgängerbaus bei der Errichtung des Bauwerkes einbezogen wurden.